# Strangulation
Strangulation (auch Strangulierung und Strangulieren; von lat. strangulare „erwürgen“) ist der Oberbegriff für Hängen, Würgen und Erdrosseln. In der Rechtsmedizin und Kriminalistik ist die Unterscheidung wichtig, da Erhängen in den meisten Fällen auf einen Suizid zurückzuführen ist, während bei Erdrosseln und Erwürgen häufig Fremdeinwirkung vorliegt.
Die Strangulation ist aber auch eine Hinrichtungsmethode u. a. mit einem Würgegalgen.